# Paul Perquer
Paul Eugène Célestin Perquer (* 3. Oktober 1859 in Le Havre; † unbekannt) war ein französischer Segler.

## Erfolge
Paul Perquer nahm an den Olympischen Spielen 1900 in Paris teil, wo er in der Bootsklasse 10 bis 20 Tonnen antrat. Gemeinsam mit Émile Billard siegte er mit der Yacht Estérel in der ersten und dritten von insgesamt drei Wettfahrten und belegte bei der zweiten Wettfahrt den zweiten Platz. Mit 29 Gesamtpunkten gewannen Perquer und Billard die Regatta vor der Quand-même von Jean Decazes und der Laurea von Edward Hore, womit sie Olympiasieger wurden.